# Big Timber
La ville de Big Timber est le siège du comté de Sweet Grass, situé dans le Montana, aux États-Unis.